# Meuschenia australis
Meuschenia australis és una espècie de peix de la família dels monacàntids i de l'ordre dels tetraodontiformes.

## Morfologia
- Els mascles poden assolir 30 cm de longitud total.[4][5]

## Hàbitat
És un peix marí, de clima temperat i associat als esculls de corall que viu fins als 100 m de fondària.

## Distribució geogràfica
Es troba al sud d'Austràlia: Austràlia Meridional, Victòria i Tasmània.

## Observacions
És inofensiu per als humans.